# SC Magdeburg
SC Magdeburg är en idrottsklubb i Magdeburg i Sachsen-Anhalt i Tyskland. Klubben bedriver verksamhet inom flera idrotter: handboll, kanotsport, friidrott, rodd, simsport och artistisk gymnastik.

## Handboll
Klubbens handbollssektion går under namnet SC Magdeburg Gladiators och spelar i Bundesliga. Laget blev tyska mästare 2001 och vann EHF Champions League 1978, 1981 och 2002.

## Friidrott
Bland friidrottarna som tävlat för Magdeburg finns tyske rekordhållaren på 100 meter, Frank Emmelmann, och olympiska silvermedaljören i kulstötning från Aten 2004, Nadine Kleinert.